# 長胸鰭腹獅子魚
長胸鰭副獅子魚，為輻鰭魚綱鮋形目杜父魚亞目獅子魚科的其中一種，分布於南冰洋海域，棲息深度1954-1990公尺，體長可達19.9公分，為深海底棲性魚類，屬肉食性，生活習性不明。

## 擴展閱讀
維基物種上的相關：長胸鰭副獅子魚